# 洛亚蒂群岛
洛亚蒂群岛（法語：îles Loyauté，發音：[il lwajote]）是法国在南太平洋的特殊集体新喀里多尼亞的一个群岛，位於新喀里多尼亚的東部，距新喀里多尼亚岛100公里，由乌韦阿岛、利富岛、马雷岛以及附近小岛组成。洛亚蒂群岛所有岛屿组成了洛亚蒂群岛省。
2011年1月5日，當地發生規模6級地震；之後到同月13日再發生規模7級地震，其後更發生多次餘震，規模最高達到6級，引發地域性海嘯，影響正受暴雨引發洪水侵襲的澳大利亞昆士蘭州。
当地时间2021年2月11日0时19分，洛亚蒂群岛附近海域发生規模7.9级地震，震源深度约33公里。
當地時間2023年5月19日10時57分，洛亞蒂群島東南方發生規模7.7级地震，震源深度10公里。隔天再度發生7.1地震，震源深度36公里。